# Ardashir II
Ardashir II, (in medio persiano 𐭠𐭥𐭲𐭧𐭱𐭲𐭥, Ardašīr) (309 o 310 – 383), è stato sovrano dell'Impero sasanide dal 379 al 383.
Era il fratello del suo predecessore, Sapore II (regnante dal 309 al 379), sotto il quale aveva servito come re vassallo di Adiabene, dove combatté al fianco di suo fratello contro Roma. Ardashir II fu nominato successore di suo fratello per governare ad interim fino a quando il figlio di quest'ultimo Sapore III non raggiunse l'età adulta. Il breve regno di Ardashir II si rivelò in gran parte tranquillo, con i sasanidi che cercarono però senza successo di preservare il governo sull'Armenia.
Ardashir II si dimostrò durante il suo mandato come un personaggio energico, tanto che è conosciuto in alcune fonti con l'epiteto di nihoukar ("il benefico").

## Nome
Ardashir è la versione medio persiana dell'antico persiano Ṛtaxšira (scritto anche Artaxšaçā, che significa "il cui regno avviene attraverso verità"). La variante latina di Ardashir è Artaserse, un nome adottato da tre sovrani dell'antico impero achemenide.

## Biografia

### Primi anni
Ardashir era il figlio dello scià Ormisda II (regnante dal 302 al 309), ucciso dalla nobiltà iranica durante la caccia. Gli successe Adur Narsete, il quale, dopo un breve regno durato appena qualche mese, venne anch'egli trucidato dagli aristocratici. Per evitare che nuovi figli di Ormisda aspirassero al potere, questi ultimi procedettero ad accecare il secondogenito e a imprigionare il terzo, Ormisda, che in seguito riuscì a cercare rifugio nell'impero romano. Il fratellastro neonato di Ardashir Sapore II, che era di pochissimo più grande di lui, fu incoronato re dai nobili quando era ancora nel grembo di sua madre; in tal modo, l'élite confidava nella prospettiva di un maggiore controllo dell'impero, circostanza che si avverò fino a quando Sapore II raggiunse la maggiore età all'età di sedici anni.
Ardashir, prima di assurgere al ruolo di guida dell'impero sasanide, ricoprì il ruolo di re vassallo dell'Adiabene dal 344 al 376. Si ritiene che, durante la sua gestione, avesse preso parte alla difesa del territorio sasanide con Sapore durante la campagna militare in Oriente avviata dall'imperatore romano Giuliano (r. 361-363). Ardashir fu l'ultimo sovrano di cui si ha notizia dell'Adiabene, ragion per cui si crede il regno andò convertito dopo la sua parentesi al potere in una provincia (shahr) governata da un delegato non reale (marzban o shahrab) dello scià sasanide. Nel 379, Sapore II designò Ardashir quale suo successore e gli fece voto di abdicare quando il figlio dell'esecutore testamentario, Sapore III, non avrebbe raggiunto l'età adulta. Ciò portò alcuni autori armeni ad affermare erroneamente che Ardashir era il figlio di Sapore.

### Regno

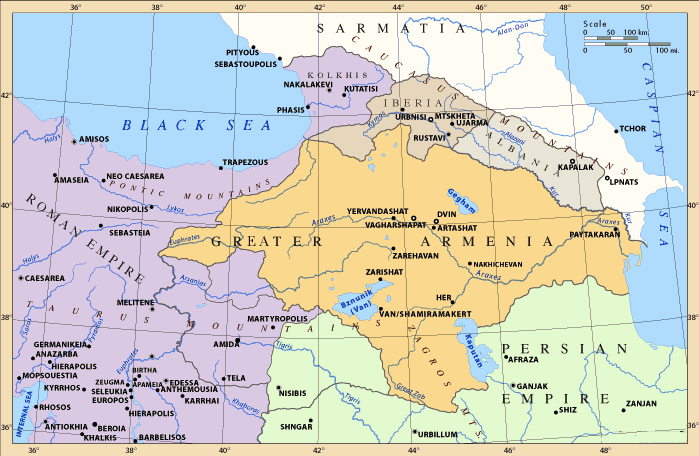
Mappa dell'Armenia e delle regioni circostanti

L'Armenia aveva rappresentato una costante fonte di conflitti per l'impero romano e quello sasanide. Nel 378/379, Sapore II era riuscito a conseguire l'egemonia sasanide nella regione dopo che il suo reggente Manuele Mamicone aveva accettato di sottomettersi a Ctesifonte. Nello stesso frangente, un'armata composta da 10.000 soldati iranici guidati dal generale Surena fu inviata in Armenia. Surena ricevette il titolo di marzban (una sorta di margravio), circostanza la quale suggerisce che l'Armenia era divenuta da allora una provincia sasanide. Tuttavia, tale condizione non durò a lungo; durante le fasi iniziali del regno di Ardashir II, un nobile di nome Meruzane Artsruni fornì deliberatamente a Manuele delle informazioni errate, dichiarando che il comandante della guarnigione sasanide intendeva farlo prigioniero. Infuriatosi non appena lo seppe, Manuele radunò dei soldati e aggredì a sorpresa i diecimila soldati stranieri di stanza in Armenia uccidendoli.
Per tutta risposta, Ardashir inviò un esercito sotto Gumand Shapuh per sottomettere Manuele, ma quest'ultimo riuscì a resistere all'assalto e uccise Gumand Shapuh. Pur avendo spedito in Armenia un secondo contingente iranico, stavolta guidato da Varaz, il sovrano ricevette nuovamente la notizia a Ctesifonte che le sue forze erano state respinte. Ancora una volta, Ardashir decise di mandare delle truppe a Occidente e affidarle alla gestione del generale Mrkhan. Benché alcune aree dell'Armenia furono catturate dagli iranici, le truppe vennero presto sconfitte e surclassate da Manuele e dagli uomini a lui fedeli. Questa nuova vittoria garantì all'Armenia sette anni di pace. Nello stesso periodo, con il desiderio di portare avanti le politiche messe in atto da Sapore II, Ardashir emanò delle restrizioni nei confronti della nobiltà che portarono alla sua deposizione o addirittura all'assassinio. A subentrargli nel ruolo di guida dell'impero sasanide fu Sapore III.
Ardashir II si dimostrò probabilmente una figura tenace e volenterosa, tanto da essere indicato alcune fonti con l'epiteto di nihou kar ("il benefico").

## Monetazione

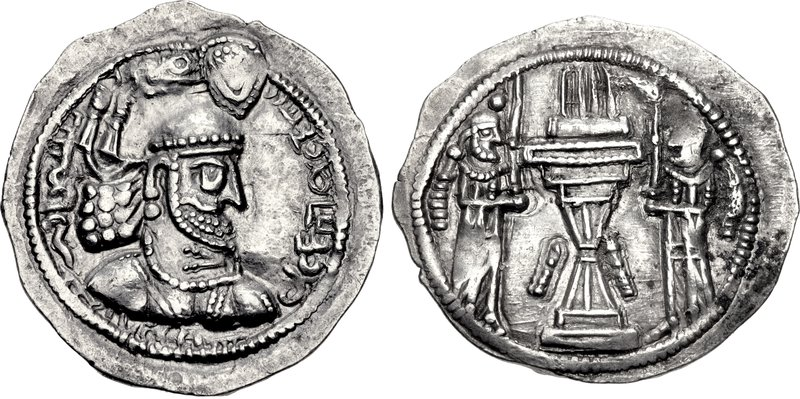
Dracma di Ardashir II

Le monete coniate sotto Ardashir lo ritraggono mentre indossa la stessa corona a forma di cupola indossata dal primo scià sasanide, Ardashir I (r. 224-242). La parte posteriore mostra il tradizionale altare del fuoco affiancato da due sentinelle, ma in alcuni casi mostra anche la testa dello scià che appare dal fuoco, una probabile metafora della xwarra ("gloria regale"). L'iscrizione delle sue monete recita solitamente "Ardashir, re dei re degli ariani" mentre in rari casi è riportato anche "e dei non ariani".

## Opere artistiche

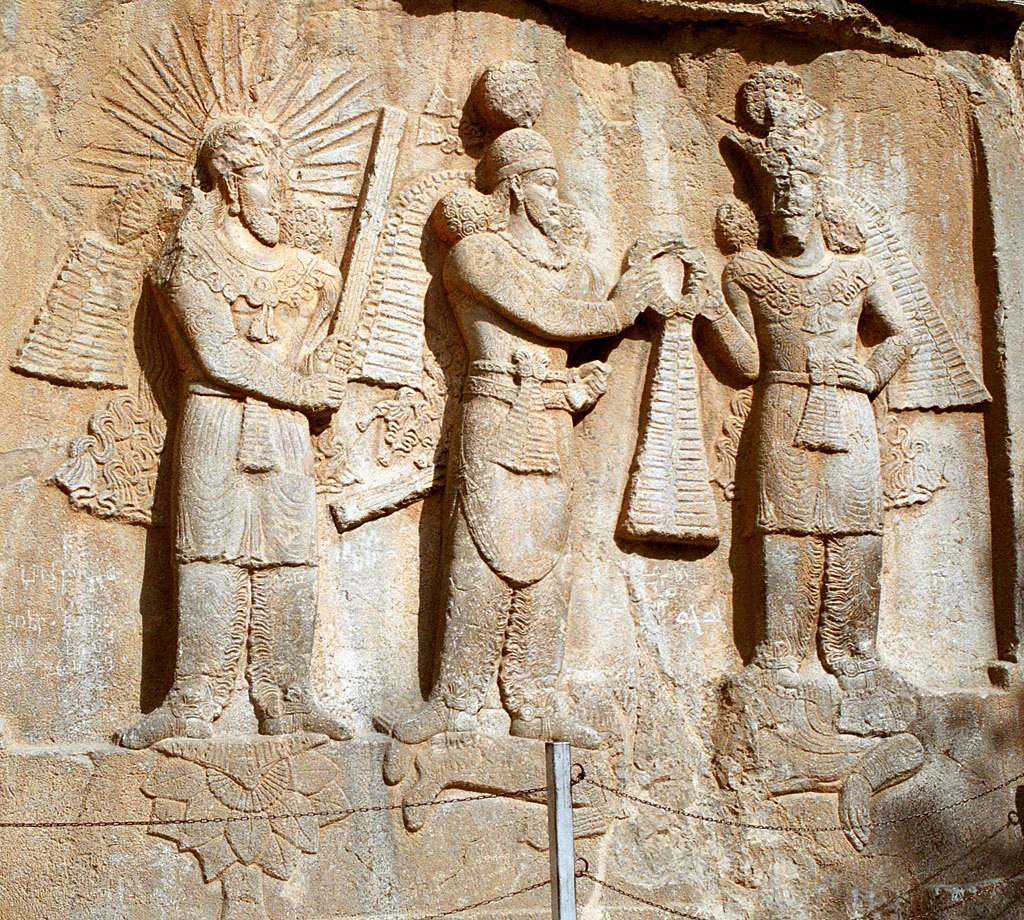
La scultura nella roccia a Taq-e Bostan che ritrae l'investitura di Ardeshir II al fianco della dea Mitra e di Sapore II

Anche Ardashir, come i suoi antenati, si fece commemorare sui bassorilievi. Tuttavia, anziché chiedere ai suoi scultori di realizzare l'opera nel Pars, scelse come sito idoneo Taq-e Bostan, nella provincia della Media (vicino all'attuale Kermanshah). Il bassorilievo mostra tre figure in piedi che indossano regalie; di queste, Ardashir è quello scolpito al centro ed è affiancato da due figure maschili. La figura a destra, intenta a consegnare il diadema ad Ardashir era in passato identificata con il dio supremo zoroastriano Ahura Mazda, ma ad oggi viene associata a Sapore II a causa dello stile della sua corona; questa ipotesi avvalora inoltre l'ipotesi che Sapore sia rappresentato come colui che cede il potere ad Ardashir come scià.
I due scià sono riprodotti in piedi sul corpo di un nemico caduto, senza dubbio un romano, la cui corona indica che è un imperatore. La figura caduta dovrebbe rappresentare l'imperatore romano Giuliano, che invase l'odierno Iran nel 363 e fu ucciso nella battaglia di Samarra svoltasi a ovest della capitale sasanide di Ctesifonte. La figura in piedi all'estrema sinistra, associata da alcuni al profeta Zoroastro, è molto probabilmente la divinità Mithra. Questi indossa una corona impreziosita da dodici raggi di sole mentre regge un barsom sollevato, attuando così in maniera formale l'investitura.

### Fonti primarie
- (EN) Ṭabarī, The History of al-Ṭabarī, a cura di Clifford E. Bosworth, collana SUNY Series in Near Eastern Studies, V: The Sāsānids, the Byzantines, the Lakhmids, and Yemen, Albany, State University of New York Press, 1999, ISBN 978-0-7914-4355-2.
- Fausto di Bisanzio, Storia dell'Armenia.

### Fonti secondarie
- (EN) Matthew Canepa, Taq-e Bostan, in Oliver Nicholson, The Oxford Dictionary of Late Antiquity, Oxford, Oxford University Press, 2018, ISBN 978-0-19-866277-8.
- (EN) M.L. Chaumont, Armenia and Iran ii. The pre-Islamic period, in Ehsan Yarshater, Encyclopædia Iranica, II, Fasc. 4: Architecture IV–Armenia and Iran IV, Londra e New York, Routledge & Kegan Paul, 1986,  pp. 418-438, ISBN 978-0-71009-104-8.
- (EN) Touraj Daryaee, Šāpur II, in Encyclopædia Iranica, ed. online, 2009.
- (EN) Franz Grenet, Mithra ii. iconography in Iran and Central Asia, in Encyclopædia Iranica, ed. online, 2006.
- (EN) Noel Emmanuel Lenski, Failure of Empire: Valens and the Roman state in the fourth century A.D., University of California Press, 2002, ISBN 978-0-520-23332-4.
- (EN) Michał Marciak, Sophene, Gordyene, and Adiabene: Three Regna Minora of Northern Mesopotamia Between East and West, BRILL, 2017, ISBN 978-90-04-35072-4.
- (EN) Parvaneh Pourshariati, Decline and Fall of the Sasanian Empire: The Sasanian-Parthian Confederacy and the Arab Conquest of Iran, I.B. Tauris, 2008, ISBN 978-1-84511-645-3.
- (EN) R. Schmitt, Artaxerxes, in Encyclopædia Iranica, II, Fasc. 6, ed. online, 1986,  pp. 654-655.
- (EN) A. Shapur Shahbazi, Ardašīr II, in Ehsan Yarshater, Encyclopædia Iranica, II/4: Architecture IV–Armenia and Iran IV, Londra e New York, Routledge & Kegan Paul, 1986,  pp. 380-381, ISBN 978-0-71009-104-8.
- (EN) M. Rahim Shayegan, Hormozd I, in Encyclopaedia Iranica, XII, Fasc. 5, 2004,  pp. 462-464.
- (EN) A. Shapur Shahbazi, Hormozd (2), in Encyclopædia Iranica, XII, Fasc. 5, ed. online, 2004,  pp. 461-462.
- (EN) Ahmad Tafazzoli, Ādur Narseh, in Encyclopædia Iranica, I, Fasc. 5, ed. online, 1983,  p. 477.
- Yoosef Ziaey, Iran: storia, economia e risorse, società e tradizioni, arte e cultura, religione, Edizioni Pendragon, 2000, ISBN 978-88-83-42035-1.